# المؤتمر الوزراي لمنظمة التجارة العالمية في 2005
المؤتمر الوزراي لمنظمة التجارة العالمية في 2005 المعروف أيضاً باسم مؤتمر هونغ كونغ الوزاري لمنظمة التجارة العالمية واختصاره MC6، أقيم في مجمع هونغ كونغ للمؤتمرات والمعارض، وان تشاي، هونغ كونغ 13-18 ديسمبر 2005. وكان من المتوقع أن يحضر هذا الحدث ممثلي 148 دولة، فضلاً عن أكثر من 10000 متظاهر بقيادة تحالف هونغ كونغ الشعبي في منظمة التجارة العالمية، ويتكون إلى حد كبير من مزارعين من كوريا الجنوبية. ملاعب رياضة وان تشاي وحوض البضائع المناولة بوان تشاي في وان تشاي الشمالية عرفت باسم مناطق الاحتجاج. وقد استخدم ميدان فكتوريا، هونغ كونغ كنقطة انطلاق للمسيرات. واستخدمت الشرطة العصي وقنابل الغاز المستخدمة وإطلاق الرصاص المطاطي على بعض المتظاهرين. واعتقلت 910 شخصاً، واتهم 14، ولكن لم يدان أحد.